# MACS0647-JD
MACS0647-JD è una galassia localizzata nella costellazione della Giraffa.

## Caratteristiche
Con un redshift di z = 10.7, stimato mediante lo spostamento fotometrico verso il rosso, è candidata ad essere la più lontana galassia conosciuta. La luce di questa galassia ha percorso circa 13,3 miliardi di anni luce (4 miliardi di parsec). Se tale stima della distanza risulta corretta, la galassia si è formata 420 milioni di anni dopo il Big Bang. La sua ampiezza risulta inferiore a 600 anni luce.
La galassia è stata individuata grazie al Cluster Lensing And Supernova survey with Hubble (CLASH), che utilizza ammassi galattici massivi come telescopi cosmici per ingrandire retrostanti galassie lontane, con un effetto denominato lente gravitazionale. Queste osservazioni sono state registrate dalla Wide Field Camera 3 dell'Hubble Space Telescope, con il supporto dello Spitzer Space Telescope.
La galassia è situata nella costellazione della Giraffa che è l'area dove si trova anche l'ammasso MACS J0647+7015 a z = 0,591, che ha permesso di individuare la galassia.
L'annuncio della scoperta di MACS0647-JD è avvenuto nel novembre 2012, ma un mese dopo è stata superata dalla scoperta della galassia UDFj-39546284, con un redshift in precedenza di z = 10,3, che è stato ricalcolato in z = 11,9, sebbene ulteriori più recenti analisi suggeriscano un redshft più basso. Si attende una conferma spettroscopica del redshift di MACS0647-JD con il James Webb Space Telescope, lanciato il 25 dicembre 2021.

## Pubblicazioni

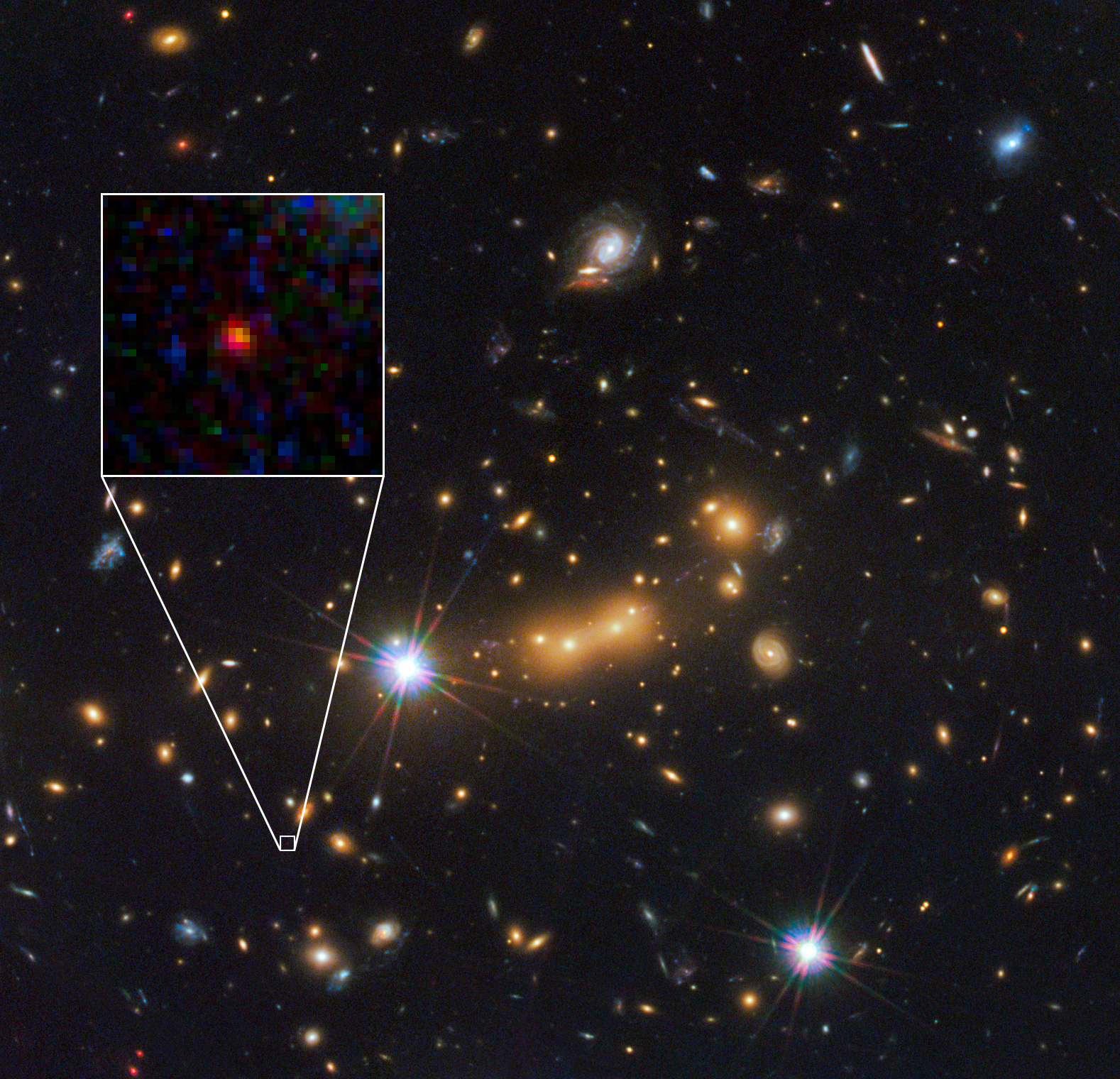
Il campo profondo in cui è stata scoperta MACS0647-JD.

Un articolo di conferma è stato pubblicato il 20 dicembre 2012 su The Astrophysical Journal.
Il calcolo fotometrico del redshift è z = 10,7 +0,6 / −0,4 (limiti di confidenza 95%).